# 昭王 (燕)

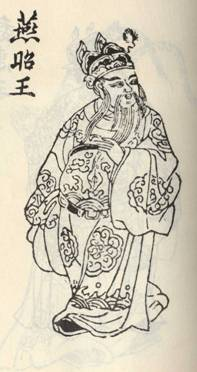
昭王

昭王（しょうおう、? - 紀元前279年、在位紀元前312年 - 紀元前279年）は、中国の戦国時代の燕の王。諱は職。楽毅や郭隗ら有能な人材を用い、斉に攻められて没落していた燕を再興させて全盛期を築き上げた。

## 生涯

### 公子職時代
父は燕王噲で、昭王はその庶子である。司馬遷の「史記」によると、父の噲は国政に無関心で宰相の子之を盲信し、堯舜に倣うと言って禅譲を行い、これに対抗して太子平は反対派を集めて挙兵した為、国内は騒乱状態となった（紀元前315年）。翌年ここに公子職の援軍と称して斉（田斉）の湣王が付けこみ兵を出して侵攻し全土を併合、父王噲は殺され燕は一時的に滅亡状態となった。

### 燕の再興
2年後の前312年、斉に服属することを条件にして王に即位することを許された。昭王は燕の再興と斉への復讐を目的にして富国強兵と人材の登用に励んだ。昭王は郭隗を師と仰いだ。これが有名な「まず隗より始めよ」の故事であり（郭隗に宮殿を与えて優遇することで郭隗程度でも優遇されるのだからもっと優れた人物はもっと優遇してくれるということ）、郭隗のいうとおりに名将楽毅や蘇秦の弟蘇代など、燕に続々と人材が集まってきた。

### 復讐
この頃、斉の湣王は諸国に兵を出して交戦を続けていた。このため斉は強国となっていたが諸国からは恨まれた。昭王は楽毅の進言を容れて燕、韓・魏・趙・秦で5ヶ国の連合軍を結成し、前284年に斉に攻め入った。5ヶ国連合軍は斉軍を済西で破った（済西の戦い）。4ヶ国の軍はここで撤退するが、燕軍のみは楽毅を総司令官として斉の都である臨淄に進軍し、遂に落とした。昭王はこれを大いに喜んで自ら臨淄にまで赴いて楽毅を労い、昌国君に任命した（当時、領土は王族などで分与されており、功臣とはいえ領土を直々に与えられるのは過分の褒賞であった）。さらに昭王は楽毅に軍の指揮を任せて斉の平定に従事させる。

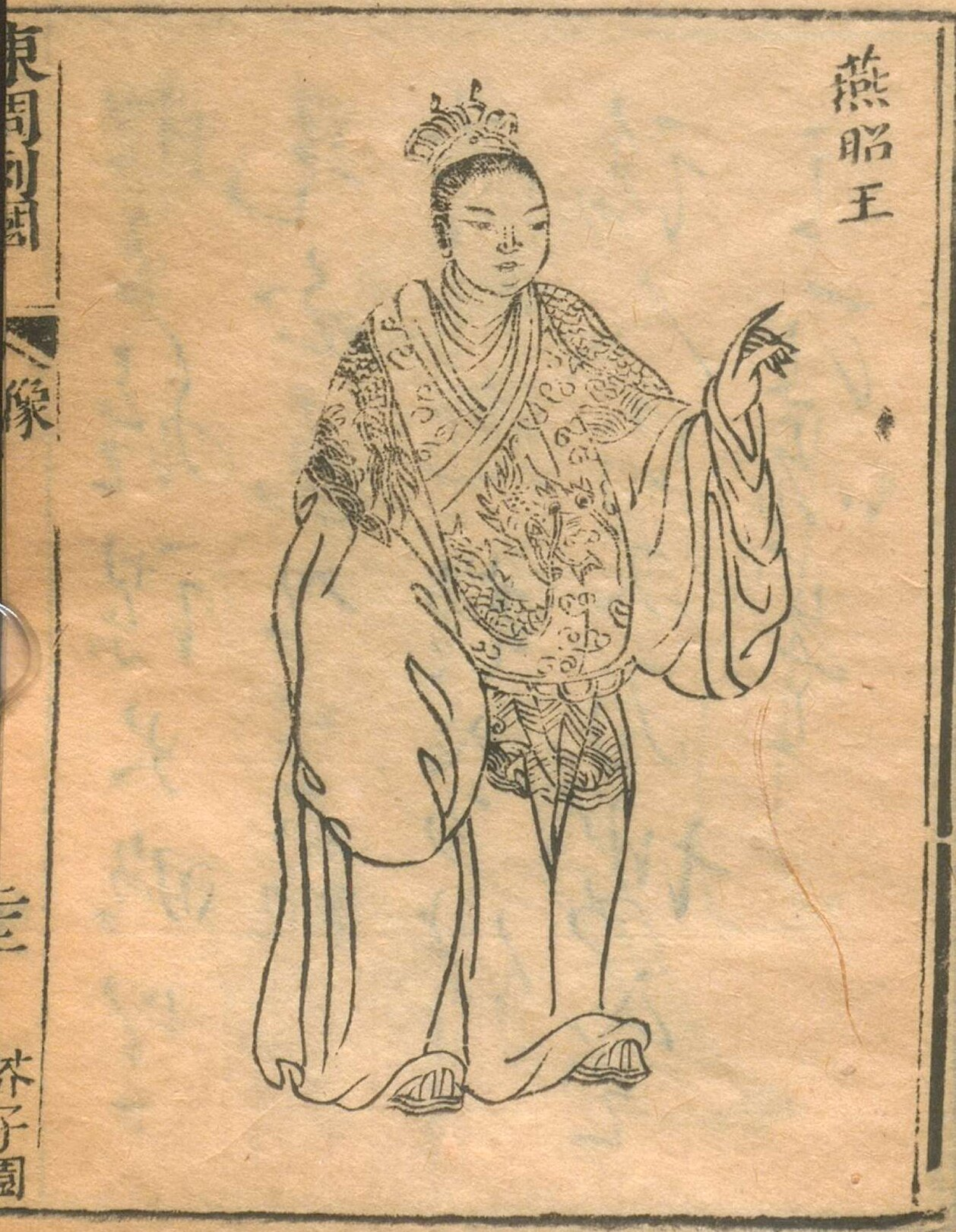
昭王

湣王は臨淄を落とされると莒に逃げ込んだ。楽毅は斉の70余城を5年ほどで落とし、斉で残るのは湣王のいる莒と田単のいる即墨のみとなった。莒は楽毅に攻められたが湣王も徹底抗戦して戦闘は長期化した。このため、楽毅は楚の援将である淖歯を調略した。湣王は淖歯の裏切りにより殺され、昭王の復讐は果たされた。

### 最期とその後
田単のいる即墨と湣王横死後に即位した法章（襄王）のいる莒（淖歯は裏切りに憤慨した市民に殺されていた）のみは燕になおも抗戦した。戦いが長期化する中で前279年に昭王は病死し、太子が恵王として即位した。
恵王は太子時代から楽毅と仲が悪く、昭王が死ぬと田単による離間策にかかった恵王は楽毅を召還して誅殺しようとしたが楽毅は趙に亡命した。恵王は騎劫という将軍を新たな司令官として送ったが、恵王の不当な人事に燕軍の士気は一気に低下し、昭王の時代に奪った斉の70余城は全て奪い返された。